# Innuendo
Innuendo è il quattordicesimo album in studio del gruppo musicale britannico Queen, pubblicato il 4 febbraio 1991 dalla Parlophone.
Fu l'ultima pubblicazione del gruppo con il frontman Freddie Mercury prima della sua morte avvenuta nello stesso anno. La copertina è ispirata alle illustrazioni di J.J. Grandville.
Nel 2006 Innuendo è stato votato come il 94º miglior album di tutti i tempi attraverso un sondaggio effettuato dalla BBC.

## Descrizione
Le registrazioni dei brani ebbero inizio a marzo 1989; appena terminate le sessioni per l'album precedente, Freddie Mercury tornò subito in sala di registrazione per incidere qualche demo (tra cui anche una rimasta inedita di Delilah). Tra aprile e novembre il gruppo non ebbe molto tempo da dedicare al lavoro in studio, in quanto ancora impegnato a promuovere il precedente album, The Miracle, e così il lavoro proseguì a rilento. Proprio in quell'anno, la sieropositività di Mercury al virus HIV (scoperta nella primavera del 1987) si trasformò in AIDS conclamato e il cantante fu costretto a rivelare le sue condizioni di salute agli altri tre membri della band a maggio.
Sebbene fosse appena terminata la promozione di The Miracle, i Queen rientrarono immediatamente in sala d'incisione per realizzare il quattordicesimo album in studio, passando gran parte del 1990 a continuare il lavoro. Mercury era nella fase conclusiva della malattia, la quale non fu resa ancora pubblica, ma nonostante ciò poté continuare il lavoro con gli altri componenti del gruppo, negando il reale stato delle sue condizioni fisiche ai mass media. In particolare, l'argomento fu messo in primo piano dalle testate britanniche in occasione dell'apparizione dei Queen ai BRIT Awards 1990 per il ritiro di un premio speciale inerente al fondamentale contributo del gruppo alla musica inglese, dove il cantante apparve visibilmente magro e sofferente.
La band e i produttori miravano inizialmente a pubblicare il disco entro novembre o dicembre di quell'anno, ma il declino della salute di Mercury costrinse a rimandarne l'uscita fino al febbraio del 1991.
Nel 2011 l'album è stato rimasterizzato in digitale dalla Island/Universal ed è stato distribuito in edizione standard contenente l'album originale e deluxe con l'aggiunta di un EP bonus.

## Brani
La particolare situazione che stava affrontando il gruppo si rifletté anche nei testi e nelle melodie dell'album. Si spazia dagli episodi più duri (The Hitman, Headlong) a quelli più cupi come The Show Must Go On, erroneamente considerata come una sorta di testamento di Mercury, ma scritta in realtà da Brian May anche se accreditata, come uso per tutte le canzoni dall'album The Miracle, all'intera band. L'omonimo Innuendo è considerato «la Bohemian Rhapsody degli anni novanta» a causa delle molte analogie che presenta con quest'ultima.

## Tracce
Testi e musiche dei Queen, eccetto dove indicato.

### CD
1. Innuendo – 6:31
2. I'm Going Slightly Mad – 4:22
3. Headlong – 4:38
4. I Can't Live with You – 4:33
5. Don't Try So Hard – 3:39
6. Ride the Wild Wind – 4:42
7. All God's People – 4:21 (Queen, Mike Moran)
8. These Are the Days of Our Lives – 4:15 (Roger Taylor)
9. Delilah – 3:35 (Freddie Mercury)
10. The Hitman – 4:56
11. Bijou – 3:36
12. The Show Must Go On – 4:35 (Brian May)

EP bonus nella riedizione del 2011
1. I Can't Live with You (1997 Rocks Retake) – 4:50
2. Lost Opportunity (B-Side) – 3:53
3. Ride The Wild Wind (Early Version with Guide Vocal) – 4:14
4. I'm Going Slightly Mad (Mad Mix) – 4:37
5. Headlong (Embryo with Guide Vocal) – 4:44

### LP
Lato A
1. Innuendo – 6:31
2. I'm Going Slightly Mad – 4:06 – versione ridotta
3. Headlong – 4:30
4. I Can't Live with You – 4:05
5. Ride the Wild Wind – 4:42

Lato B
1. All God's People – 3:55 (Queen, Mike Moran)
2. These Are The Days of Our Lives – 3:55
3. Delilah – 3:33
4. Don't Try So Hard – 3:33 – versione ridotta
5. The Hitman – 3:43 – versione ridotta
6. Bijou – 1:19 – versione ridotta
7. The Show Must Go On – 4:27

## Formazione
Gruppo
- Freddie Mercury – voce principale, tastiera
- Brian May – chitarra, tastiera, armonie, voce
- John Deacon – basso, tastiera
- Roger Taylor – batteria, percussioni, tastiera, armonie, voce

Altri musicisti
- David Richards – programmazione
- Steve Howe – chitarra acustica aggiuntiva (Innuendo)
- Mike Moran – tastiera (All God's People)

Produzione
- Queen – produzione
- David Richards – produzione, ingegneria del suono
- Kevin Metcalf – mastering

## Classifiche

### Classifiche settimanali
| Classifica (1991) | Posizione massima |
| ----------------- | ----------------- |
| Australia         | 6                 |
| Austria           | 2                 |
| Belgio (Fiandre)  | 73                |
| Canada            | 16                |
| Europa            | 1                 |
| Francia           | 9                 |
| Germania          | 1                 |
| Giappone          | 17                |
| Italia            | 1                 |
| Norvegia          | 8                 |
| Nuova Zelanda     | 6                 |
| Paesi Bassi       | 1                 |
| Regno Unito       | 1                 |
| Spagna            | 65                |
| Stati Uniti       | 30                |
| Svezia            | 9                 |
| Svizzera          | 1                 |

### Classifiche di fine anno
| Classifica (1991) | Posizione |
| ----------------- | --------- |
| Austria           | 33        |
| Canada            | 60        |
| Italia            | 9         |
| Regno Unito       | 31        |
| Svizzera          | 7         |